# Hillary Clinton
Hillary Diane Rodham Clinton, ameriška političarka, * 26. oktober 1947, Chicago, ZDA.
Clintonova, članica demokratske stranke, je bila senatorka ZDA iz zvezne države New York. Želela je biti kandidatka stranke na predsedniških volitvah 2008, vendar je po strankarski kampanji junija 2008 priznala poraz in prepustila kandidaturo strankarskemu nasprotniku Baracku Obami. Po zmagi jo je Obama predlagal na mesto državne sekretarke ZDA.
Leta 2016 je uspela postati demokratska kandidatka za predsednico ZDA, vendar je na predsedniških volitvah izgubila proti Donaldu Trumpu.

## Zasebno življenje
Hillary Clinton, rojena Hillary Diane Rodham, je odraščala v Park Ridgeu v zvezni državi Illinois.
Kasneje je študirala na elitni šoli Wellesley College in Univerzi Yale.

## Poklicno življenje
Med guvernerskima mandatoma svojega moža Billa Clintona 1979-1981 in 1983-1992 je bila prva dama zvezne države Arkansas. 
Od leta 1986 do 1992  je bila članica uprave trgovinske verige Walmart.
Novembra 2000 se je začela vidneje politično udejstvovati, ko je kandidirala za senatorko zvezne države New York in na volitvah tudi zmagala. 
V zunanji politiki ostro nasprotuje posredovanju ameriških sil v Iraku. Na področju notranje politike sta bila najodmevnejša njena predloga reforme zdravstva in imigracije. 
Ob pričetku prvega mandata predsednika ZDA Baracka Obame je bila z njegove strani predlagana za državno sekretarko (zunanjo ministrico). Senat jo je potrdil s 94 glasovi za in dvema proti.

## Predsedniške volitve 2016
Hillary Clinton je aprila 2015 uradno objavila svojo kandidaturo za predsednico ZDA na listi demokratov. V primeru zmage bi postala prva ženska predsednica v zgodovini ZDA.
Clintonova je dobila strankarske volitve v 34 zveznih državah ZDA, njen glavni protikandidat Sanders pa v 23 zveznih državah. Zbrala je 2795 delegatov za strankarsko nominacijo, za zmago je bilo potrebnih 2383 delegatov.
Bernie Sanders je 12. julija priznal poraz v tekmi za demokratsko predsedniško nominacijo ter uradno in javno podprl Hillary Clinton kot kandidatko za naslednjo predsednico ZDA.

## Galerija
- Hillary Clinton na konvenciji, kjer so jo potrdili za predsedniško kandidatko.
- Clintonova na šoli v Severni Karolini.
- Clintonova priseže kot državna sekretarka ZDA.
- Hillary s svojim možem, nekdanjim predsednikom ZDA Billom Clintonom.

## Osebna bibliografija
- It takes a village and other lessons children teach us. New York: Touchstone, 1996. -ISBN 0-684-82545-7
- Živa zgodba. – Ptuj: In obs medicus, 2004. – ISBN 961-6513-02-8 Izvirni naslov: »Living History«, mednarodna uspešnica